# Comuna Vîcivka, Zaricine
Vîcivka (în ucraineană Вичівка) este o comună în raionul Zaricine, regiunea Rivne, Ucraina, formată din satele Brodnîțea, Butove și Vîcivka (reședința).

## Demografie
Componența lingvistică a comunei Vîcivka
     Ucraineană (99,37%)
     Alte limbi (0,63%)
Conform recensământului din 2001, majoritatea populației comunei Vîcivka era vorbitoare de ucraineană (99,37%), existând în minoritate și vorbitori de alte limbi.